# Корт Володимир Григорович
Володи́мир Григо́рович Корт (нар. 1913 — пом. 1994) — радянський океанограф, доктор географічних наук (1953), професор (1954), заслужений діяч науки РРФСР (1973), член-кореспондент РАН (1979).
Автор 150 наукових робіт, у тому числі 4 монографій.

## Життєпис
Народився 4 липня 1913 року в місті Санкт-Петербурзі в родині робітника. Росіянин.
У 1937 році закінчив географічний факультет Ленінградського державного університету. З 1938 по 1941 роки працював у Арктичному науково-дослідницькому інституті. У 1941 році захистив кандидатську дисертацію на тему «Неперіодичні коливання рівня води у мілководних районах Арктичних морів».
З початком німецько-радянської війни у червні 1941 року призваний до лав Військово-морського флоту. Обіймав посади старшого інженера фотограметричного загону гідрографічного відділу Балтійського флоту (військовий інженер 3-го рангу), командира стереофотографічного взводу 223-го ОРАД БО Балтійського флоту (інженер-капітан).
З 1946 по 1951 роки був начальником Головної морської обсерваторії військово-морських сил, а з 1951 по 1953 роки — заступник начальника Інституту ВМС. У 1953 році захистив докторську дисертацію на тему «Течії Балтійського моря».
З 1953 по 1994 роки безперервно працював в Інституті океанології імені П. П. Ширшова, з 1953 по 1965 роки — директор цього інституту.
З 1955 року очолював секцію океанографії міжвідомчого Геофізичного комітету, організував і керував радянськими океанографічними дослідженнями за програмою Міжнародного Геофізичного року. Неодноразово представляв інтереси СРСР на різних міжнародних нарадах і конференціях. Починаючи з 1957 року, обирався на керівні посади в багатьох міжнародних океанографічних і геофізичних організаціях.
Протягом багатьох років В. Г. Корт брав активну участь в роботі Океанографічного комітету СРСР і Комісії з проблем Світового океану АН СРСР. У 1961 році був одним з організаторів Міжурядової Океанографічної Комісії при ЮНЕСКО.
Помер 15 травня 1994 року в Москві. Похований на Троєкурівському цвинтарі.

## Наукова діяльність
Наукову діяльність розпочав у 1937 році з вивчення арктичних морів. Провів значні дослідження режиму неперіодичних коливань рівня і течій на трасі Північного морського шляху.
Протягом 1947—1949 років під його керівництвом були проведені 5 експедицій у Балтійське море, за результатами яких вперше в океанографічній літературі був розроблений і виданий «Синоптичний Атлас течій Балтійського моря».
У 1950—1951 роках за результатами досліджень в Баренцевому, Норвезькому і Гренландському морях видано ряд атласів і навігаційних посібників для флоту.
У 1953 році переходить до Академії наук СРСР і очолює Інститут океанології. Під його керівництвом Інститут з невеликого колективу виріс у велику, провідну океанологічну установу країни, проводить широкі дослідження у Світовому океані. За його безпосередньої участі у 1956—1959 роках були проведені перші радянські морські дослідження в Антарктиці. Особливий інтерес становлять дослідження з водо- та теплообміну Південного океану з іншими океанами. Серія робіт, надрукованих у 1960—1963 роках за цими дослідженнями, показує виняткову роль Південного океану у формуванні режиму вод Світового океану в цілому, а також вплив Південного океану на клімат і атмосферні процеси у південній півкулі. Під керівництвом В. Г. Корта підготовлено понад 60 мап і схем, які висвітлюють гідрологію і динаміку Південного океану. Зазначені матеріали стали основою морської частини Радянського Атласу Антарктики.
Починаючи з 1961 року він проводить широкі дослідження системи екваторіальних течій в океанах. В. Г. Кортом вперше була встановлена складна, багатошарова структура екваторіальних течій Тихого океану. Він став одним з організаторів першого радянського великомасштабного океанічного експерименту в 1970 році, який завершився відкриттям енергонесучих вихрових рухів в океані. Проведені у 1974 році дослідження екваторіальних течій в Індійському океані є найбільш великим внеском у вивчення цього району Світового океану.
У 1977—1978 роках міжвідомча експедиція ПОЛІМОДЕ під керівництвом В. Г. Корта виконала довготривалі безперервні дослідження динаміки океанських вихорів на великому гідрофізичному полігоні (понад 300000 км²) у південно-західній частині північної Атлантики. Проведені дослідження виявились унікальними для світової океанологічної науки.
Як керівник розробленої Інститутом океанології програми «Гідрологія Світового океану», він багато років керував підготовкою 10-томної монографії «Тихий океан». Ця праця підсумувала сучасні знання про природу і ресурси найбільшого з океанів.

## Нагороди і почесні звання
- орден Леніна (1961);
- орден Трудового Червоного Прапора (1980);
- два ордени Вітчизняної війни 2-го ступеня (20.02.1943, 11.03.1985);
- два ордени Червоної Зірки (21.07.1944, 1947);
- медалі;
- двічі лауреат Державної премії СРСР (1970, 1977);
- Заслужений діяч науки РРФСР (1973);
- золота медаль імені С. О. Макарова.